# Секвенції (Беріо)
Секвенції Лучано Беріо — 14 композицій для інструментів соло, кожна з яких має назву «Sequenza», тобто, в перекладі з італійської, «секвенція». Повний список «секвенцій» Беріо виглядає так:
- Sequenza (1958, ред. 1992) для флейти
- Sequenza II (1963) для арфи
- Sequenza III (1965) для жіночого голосу
- Sequenza IV (1965) для фортепіано
- Sequenza V (1966) для тромбона
- Sequenza VI (1967) для альта
- Sequenza VII (1969) для гобоя (існує версія Sequenza VIIb для сопрано саксофон)
- Sequenza VIII (1976) для скрипки
- Sequenza IX (1980) для кларнета (1981 р. з'явилась версія IXb для альт-саксофона і IXc для бас-кларнета)
- Sequenza X (1984) для труби і резонуючого фортепіано
- Sequenza XI (1987) для гітари
- Sequenza XII (1995) для фагота
- Sequenza XIII (1995) для акордеона
- Sequenza XIV (2002), для віолончелі (в 2004 році з'явилась версія Sequenza XIVb для контрабаса)

Деякі з цих творів стали основою більших за обсягом робіт: 
- Sequenza II, з додаванням додаткових інструментальних партій стала Chemins I;
- Sequenza VI стала основою Chemins II, Chemins IIb, Chemins IIc і Chemins III;
- Sequenza VII стала основою Chemins IV;
- Sequenza XI стала основою Chemins V;
- Sequenza X став Kol-Od, також відомий як Chemins VI;
- Sequenza IXB став Récit, також відомий як Chemins VII і
- VIII Sequenza став Corale.